# Тімошино (Бабаєвський район)
Тімошино — сільце в Бабаєвському районі Вологодської області Росії.
Адміністративний центр Вепського національного сільського поселення.
Відстань по автодорозі до районного центру Бабаєво — 90 км. Найближчі населені пункти — с. Мамаєво, с. Новинка, с. Новосерково. Станом на 2002 рік проживало 330 чоловік (157 чоловіків, 137 жінок). Переважаюча національність — росіяни (97%).